# Krawcewo
Krawcewo (ros. Кравцево) – osiedle w Rosji, w obwodzie kurgańskim, w rejonie lebiażjewskim. W 2010 liczyło 19 mieszkańców.